# Sergio Velázquez
Sergio Ezequiel Velázquez (Quilmes, 12 settembre 1990) è un ex calciatore argentino, di ruolo difensore.

## Caratteristiche tecniche
È un difensore centrale adattabile come terzino destro.